# Bitwa pod Groß-Jägersdorf
Bitwa pod Gross-Jägersdorf – starcie zbrojne, które miało miejsce 30 sierpnia 1757 w trakcie wojny siedmioletniej.
W roku 1757 Rosjanie, zgodnie z podpisanym zimą sojuszem, włączyli się do wojny po stronie Austrii. Rosyjskie siły inwazyjne w sile 55 000 ludzi (spotyka się i liczby aż do 85 tysięcy) dowodzonych przez feldmarszałka Apraksina wdarły się 17 maja przez ziemie Rzeczypospolitej do Prus Wschodnich i po pięciodniowym bombardowaniu wzięły twierdzę Memel, która stała się podstawą operacyjną ich armii. Prusy Wschodnie bronione były zaledwie przez 28 000 ludzi pod dowództwem feldmarszałka Hansa von Lehwald(t). Mimo to Prusacy byli pewni zwycięstwa nad wielką, lecz niedoświadczoną armią rosyjską.
W momencie, gdy Rosjanie skierowali się w kierunku Królewca, Lehwaldt postanowił zajść im drogę wszystkimi swoimi siłami. Ponieważ Apraksin nie miał doświadczenia wojennego – wojska rosyjskie posuwały się ostrożnie. W okolicy wioski Gross-Jaegersdorf postanowił przekroczyć Pregołę. Tam już czekał na niego pruski feldmarszałek. Rosjanie, aby ukryć ruchy własnych wojsk, palili zajmowane przez siebie wioski.
Lehwaldt postanowił zaskoczyć przeważające liczebnie wojska przeciwnika i zaatakował przekraczający właśnie Pregołę korpus generała Wasilija Łopuchina. Rosyjski generał został trafiony bagnetem, ale pozostał na stanowisku i zmarł na ramionach swych żołnierzy.
Generał Piotr Rumiancew, dowiedziawszy się o sytuacji korpusu Łopuchina, rozwinął swe wojska i uderzył na prawe skrzydło pruskiej piechoty. Inny oddział uderzył na tyły armii Lehwaldta. W momencie, gdy Prusacy cofnęli się lekko, centrum rosyjskiej armii doszło do siebie po początkowym wstrząsie i zainicjowało kontratak. Kozacy dońscy i Kałmucy na pruskim lewym skrzydle upozorowali ucieczkę i wciągnęli atakujących Prusaków w pułapkę ogniową, jaką zgotowała im rosyjska ciężka artyleria. Pod koniec dnia stawało się wyraźne, iż Rosjanie zwyciężają, więc Prusacy ustąpili z pola walki. Austriacki przedstawiciel przy rosyjskiej armii raportował do Wiednia, iż była to "najkrwawsza bitwa, jaką widział XVIII wiek".
Fryderyk II twierdził, że przyczyną porażki jego wojsk były unoszące się nad polem bitwy dymy z płonących wiosek, utrudniające rozróżnienie wojsk własnych od przeciwnika. Jednak bitwa ta wykazała, iż Prusacy nie są zdolni do przewlekłej walki na bagnety, który to sposób boju w późniejszych latach stał się jednym z ulubionych w rosyjskiej armii.
W następstwie zwycięskiej bitwy Apraksin miał możliwość zajęcia całych Prus Wschodnich, jednak wstrzymał swój marsz na Królewiec i wycofał się do Rosji, najprawdopodobniej, aby wspomóc roszczenia Piotra III do tronu (cesarzowa Elżbieta była w tym czasie bardzo chora i zachodziła obawa jej śmierci). Innym wyjaśnieniem może być epidemia ospy, która nawiedziła rosyjską armię, przez co zmarło 8,5 raza więcej żołnierzy rosyjskich, niż zginęło na polach bitew w ciągu kampanii 1757 roku.